# 마니 후사이니
마니 후사이니(노르웨이어: Mani Hussaini, 아랍어: ماني حسيني,ㅁ 1987년 10월 25일 ~ )는 시리아 태생의 노르웨이 청년 운동가이다. 시리아의 쿠르드족 거주지에서 태어났으나 2001년에 온가족이 노르웨이로 망명하였다. 2014년부터 노르웨이 노동당청년동맹(AUF)의 지도자이다.
그는 아네르스 베링 브레이비크가 일으킨 2011년 노르웨이 테러를 추모하기 위한 노동당 여름캠프에 참석하여 제노포비아를 일소할 것이라는 포부를 밝혔다.